# تلمبه ثمره ۲
تلمبه ثمره ۲ یک منطقهٔ مسکونی در ایران است که در دهستان کوه‌پنج واقع شده‌است.